# Kate Todd

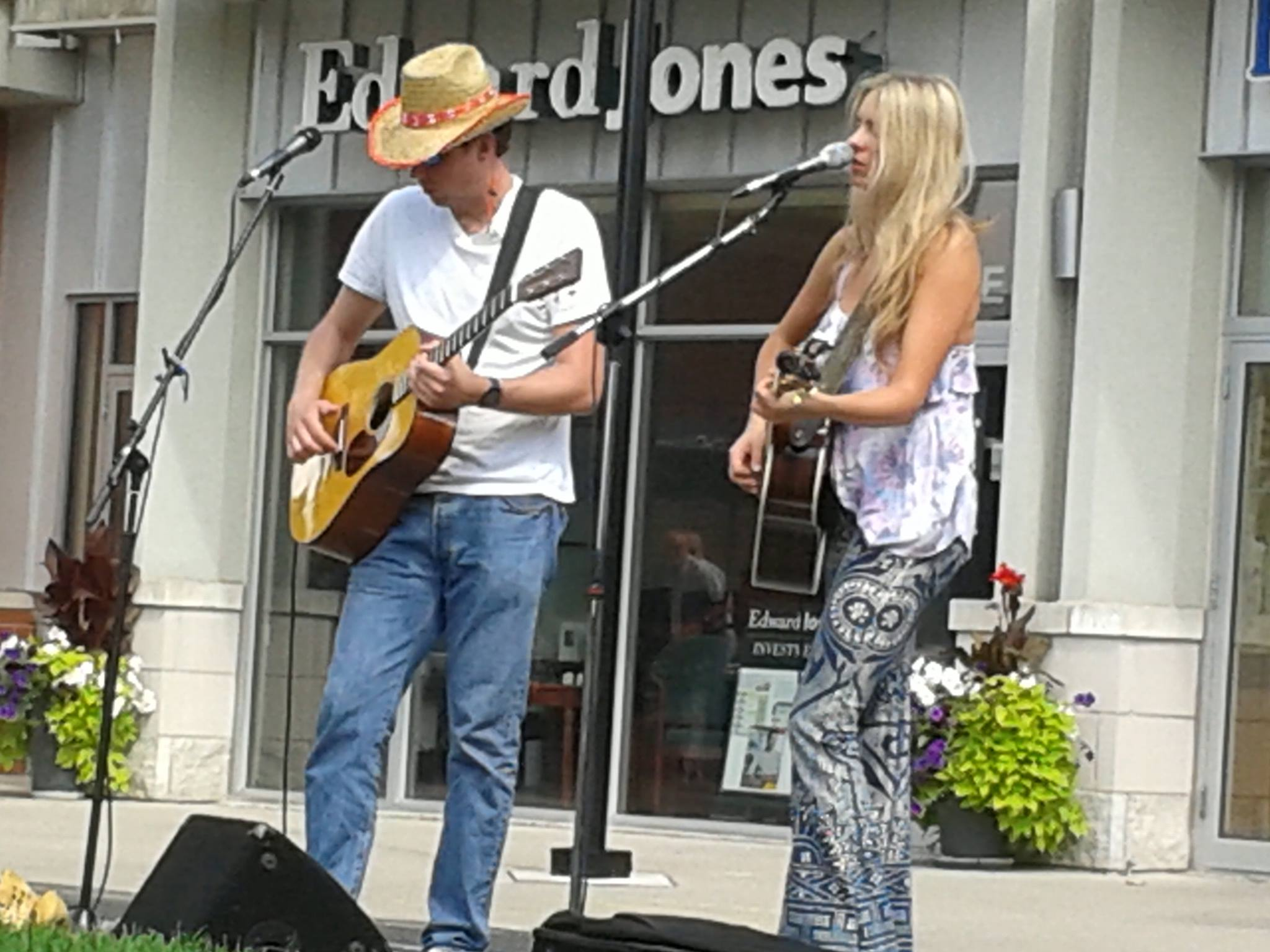
Auftritt Kate Todd 2013

Kate Todd (* 12. Dezember 1987 in Barrie, Ontario) ist eine kanadische Schauspielerin. Ihre bekanntesten Rollen hatte sie in den Serien Radio Free Roscoe, Mein Babysitter ist ein Vampir und Mensch, Derek!.

## Leben und Karriere
Todd wuchs in Innisfil in der kanadischen Provinz Ontario auf, wo sie die Nantyr Shores Secondary School besuchte. Während der Highschool war Todd Tutor für Französisch und hielt Vorträge über Mobbing. Todd arbeitete außerdem für die nichtstaatliche Wohlfahrtsorganisation KidsFest Canada, die gegen Kinderarmut kämpft. Mit 14 Jahren begann sie zu schauspielern. Ihre erste Rolle war die der Lily Randall in der Fernsehserie Radio Free Roscoe.
2006 spielte Todd in den Filmen The Tracy Fragments und Grizzly Rage – Die Rache der Bärenmutter mit. In Mensch, Derek! trat sie mehrfach als Sally auf. Nachdem sie 2010 bereits im Jugend-Horrorfilm Mein Babysitter ist ein Vampir – Der Film die Hauptrolle der Erica übernahm, führt sie diese Rolle in der seit 2011 ausgestrahlten Fernsehserie Mein Babysitter ist ein Vampir, welche eine Fortsetzung des Filmes darstellt, weiter.

## Filmografie (Auswahl)
- 2002: Black Hole High (Strange Days at Blake Holsey High)
- 2003–2005: Radio Free Roscoe (Fernsehserie, 52 Episoden)
- 2005: More Sex & the Single Mom
- 2007: The Tracey Fragments
- 2007: Grizzly Rage – Die Rache der Bärenmutter (Grizzly Rage, Fernsehfilm)
- 2007: Einfach Sadie (Naturally, Sadie, Fernsehserie, Episode 3x08)
- 2007–2008: Mensch, Derek! (Life with Derek, Fernsehserie, 10 Episoden)
- 2008: Saving God – Stand Up and Fight (Saving God)
- 2009: Family Guy (Fernsehserie, Episode 7x14)
- 2010: Mein Babysitter ist ein Vampir – Der Film (My Babysitter’s a Vampire, Fernsehfilm)
- 2011: Rookie Blue (Fernsehserie, Episode 2x07)
- 2011–2012: Mein Babysitter ist ein Vampir (My Babysitter’s a Vampire, Fernsehserie, 24 Episoden)
- 2012: The L.A. Complex (Fernsehserie, 4 Episoden)
- 2013: Cassie – Ein verhexter Geburtstag (The Good Witch’s Destiny, Fernsehfilm)
- 2013: Satisfaction (Fernsehserie, Episode 1x09)
- 2015: Lost Girl (Fernsehserie, Episode 4x10)